# Leucanopsis terranea
Leucanopsis terranea là một loài bướm đêm thuộc phân họ Arctiinae, họ Erebidae.